# Finder
Finder – program komputerowy pełniący funkcję powłoki systemowej i menedżera plików w systemach Mac OS do wersji 9.x i systemie A/UX. W systemie macOS pełni funkcję wyłącznie menedżera plików – powłoką systemową jest Aqua.